# Balantiocheilos
Balantiocheilos — рід прісноводних риб родини коропові (Cyprinidae).
Включає 2 види з Південно-Східної Азії:
- Balantiocheilos ambusticauda  Ng & Kottelat, 2007
- Balantiocheilos melanopterus  (Bleeker, 1850)